# V Korpus Armijny (III Rzesza)
V Korpus Armijny – niemiecki oddział wojskowy, uczestniczył w agresji na Francję i ataku na Związek Radziecki.
Utworzony w październiku 1935 roku z 5 Dywizji Reichswehry w Stuttgarcie. W składzie 12 Armii uczestniczył w zajęciu Czechosłowacji przez III Rzeszą. Zmobilizowany z początkiem wojny. W 1940 roku uczestniczył w agresji na Francję. Od 22 czerwca 1941 roku brał udział w ataku na Związek Radziecki i walkach przeciw Armii Czerwonej. Od października 1942 do czerwca 1943 znana też jako Grupa Wetzel, w lipcu 1943 roku występowała jako Grupa Allmendinger. Korpus został zniszczony przez Armię Czerwoną w maju 1944 roku podczas walk na Krymie. Resztki zostały w lipcu 1944 roku wykorzystane do sformowania  w XI Korpusu SS.
W styczniu 1945 roku sformowany ponownie w XIII Okręgu Wojskowym, ze sztabów 221 Dywizji Bezpieczeństwa i 20 Dywizji Polowej Luftwaffe. V Korpus Armijny po odtworzeniu wszedł w skład 4 Armii Pancernej. 

## Dowódcy korpusu
- gen. Hermann Geyer do 30.04.1939
- gen. Richard Ruoff (1.05.1939 - 12.01.1942)
- gen. Wilhelm Wetzel (12.01.1942 - 1.07.1943)
- gen. Karl Allmendinger (1.07.1943 - 1.05.1944)
- gen. Friedrich-Wilhelm Müller (4.05.1944 - 2.06.1944)
- gen. Franz Beyer (2.06.1944 - lipiec 1944[4]
- gen. Kurt Wäger (od stycznia 1945)

## Struktura organizacyjna
Skład 1 września 1939 roku:
- 22 Dywizja Piechoty
- 225 Dywizja Piechoty oraz 45 batalion łączności i 405 Oddział Zaopatrzenia

Skład 22 czerwca 1941 roku:
- 5 Dywizja Piechoty
- 35 Dywizja Piechoty

Skład 15 kwietnia 1945 roku:
- 35 Dywizja Grenadierów Policji SS
- 36 Dywizja Grenadierów SS
- 214 Dywizja Piechoty
- 275 Dywizja Piechoty
- 342 Dywizja Piechoty